# San José de la Esquina
San José de la Esquina é uma comuna da Província de Santa Fé, no departamento Caseros, a 99 km de Rosário, a 256 de Santa Fé, sendo a Ruta provincial 92 sua principal via de comunicação.

## Pontos Turísticos
- Colonia La Toscana
- Colonia La Toscana II
- Los Nogales
- Santa Micaela

## Personalidades
- Ezequiel Martínez Estrada
- Ricardo Lunari - futebolista em Almagro, Newell's Old Boys, Atlas -Mex-, Salamanca -Esp-, Universidad Católica -Chi
- Santiago Raymonda - futebolista em Arsenal FC, Quilmes, Instituto de Córdoba
- Facundo Bertoglio - futebolista do Grêmio de Porto Alegre

## Santa Padroeira
- Nossa Senhora das Mercês, terceiro domingo de setembro.

## Criação da Comuna
- 23 de setembro de 1886

## Museu Comunal
- "GUARDIA DE LA ESQUINA"

## Sítios históricos
- Forte Guardia De La Esquina; lugar histórico
- Templo de Nuestra Señora De Las Mercedes; monumento histórico